# The Prophet's Song
The Prophet's Song è una canzone dei Queen, tratta dall'album del 1975 A Night at the Opera.

## Il brano
Composizione di Brian May, è - se si eccetua la hidden track di Made in Heaven del 1995 - la più estesa in assoluto composta dal gruppo: la sua durata è infatti di oltre otto minuti.
La canzone è stata eseguita dalla band in alcuni concerti dal vivo, ma mai in versione integrale.
Il brano inizia con il soffiare dei venti: l'effetto è stato ottenuto in studio mettendo un microfono davanti al condizionatore d'aria della sala di registrazione. Come in molte canzoni del gruppo, la voce di Freddie Mercury è stata reincisa numerose volte, utilizzando le tecniche di overdubbing che costituiscono una peculiarità espressiva ed indispensabile nella complessa architettura musicale dei Queen.

## Formazione
- Freddie Mercury - voce solista e cori di sottofondo
- Brian May - chitarra elettrica e acustica, cori, toy koto
- Roger Taylor - batteria, cori
- John Deacon - basso